# Peromyscus polionotus phasma
Chuột bãi biển đảo Anastasia (Danh pháp khoa học: Peromyscus polionotus phasma) là một phân loài của loài chuột Peromyscus polionotus trong họ chuột Tân thế giới của vùng đông nam Hoa Kỳ. Nó sinh sống trong cồn cát của Florida và bãi biển Alabama. Chúng được phân loại bởi Cơ quan quản lý Cá và Động vật Hoang dã Hoa Kỳ như là một loài có nguy cơ tuyệt chủng do đặc thù môi trường sống của nó và sự hủy diệt tự nhiên và do con người gây ra.

## Đặc điểm

### Mô tả
Chuột biển Anastasia có chiều dài cơ thể trung bình là 13,85-14,28 cm (5,45-5,62 inch) bao gồm đuôi. Bộ lông có màu đỏ nâu nhạt với một cái bụng dưới màu trắng. Dấu hiệu màu trắng có thể được tìm thấy trên mặt và mõm. Màu sắc của chúng, rõ ràng là nhạt hơn các thành viên trong đất liền của loài của chúng, được cho là thích nghi để giúp chúng hòa trộn vào môi trường sống cát của chúng và tránh các loài ăn thịt. Con đực và con cái không sinh sản bình quân có trọng lượng 12,5 g (0.44 oz) và con cái mang thai có trọng lượng trung bình là 20 g (0.71 oz). 

### Vòng đời
Con cái đạt thuần thục trưởng thành sinh sản lúc 6 tuần và có thể sản sinh ra một con chỉ trong 20-23 ngày. Mùa sinh sản kéo dài từ tháng 11 đến đầu tháng 1, nhưng có thể tiếp tục trong suốt cả năm nếu khí hậu và nguồn lương thực là tối ưu. Khối lượng trung bình của chuột con là 4 cm, nhưng có thể có kích thước từ 2–7 cm. Các loài ăn thịt bản địa bao gồm các cư dân ven biển như rắn, chồn hôi, gấu trúc và đại bàng. Một số loài du nhập là mối đe dọa đối chúng như mèo, chó và mèo nhà cũng như các con cáo.

### Hành vi
Con chuột này xuất hiện trong những cồn cát của đảo Anastasia ở Florida. Mặc dù các loài này từng trải dài từ sông St Johns ở miền bắc Florida tới Đảo Anastasia ở St. Augustine, Florida, sự hủy diệt môi trường sống hạn chế và cuối cùng đã loại bỏ các quần thể ở phía bắc bang. Các cồn cát, cây cối thưa thớt, cây cọ xát cung cấp môi trường đào bới tốt nhất, cũng như cung cấp cho con chuột những nguồn thức ăn phong phú.
Những đụn cát này có xu hướng hình thành giữa dòng triều cao và các đụn cát có nhiều thực vật dày đặc hơn trong đất liền. Mặc dù đôi khi được tìm thấy trong các đụn cát nội địa, rất ít khi chúng kiếm ăn ở đó. Những con chuột sử dụng lớp phủ cỏ dốc ven bờ ở đó để bảo vệ và tránh bị phát hiện bởi những kẻ thù. Thỉnh thoảng, chuột bãi biển làm nhà trong những hang ổ bị bỏ rơi của những con cua ma, nhưng cũng có khả năng chúng tự đào hang.

### Tập tính ăn
Những con chuột ăn côn trùng nhỏ và cây trồng ven biển như cỏ bãi và yến mạch biển. Chúng tha những hạt giống đã tách ra khỏi cây trồng và thổi bay xuống mặt đất. Mỗi đêm, chúng để lại hố để thu thập các hạt giống yến mạch biển đã thổi bay xuống mặt đất, sau đó tha xuống hố của chúng để tích trữ. Tuy nhiên, do khí hậu thay đổi của môi trường sống ven biển, một số loài thực vật theo mùa có thể cung cấp thêm các nguồn thực phẩm trong suốt cả năm, như đậu xanh biển (Galactia spp.), Anh đào ven biển (Physalis angustifolia), Euphorbia bombensis, Polygonella gracilis, Hydrocotyle bonariensis), Iva imbricata, và Oenothera humifusa.